# Португальский поденгу
Португальский поденгу (порт. podengo português), или португальская кроличья собака, или португальская гончая — порода охотничьих собак примитивного типа, одна из десяти национальных пород Португалии, символ Португальского клуба собаководства (Clube Português de Canicultura); в переводе с порт. — «португальская охотничья собака». Бывает двух разновидностей, отличающихся по типу шёрстного покрова, — короткошёрстной и жесткошёрстной, а также трёх типов, в зависимости от высоты в холке — малый (pequeno), средний (medio) и большой (grande). Используется как охотничья, охранная собака и собака-компаньон.

## История породы
Предками португальского поденгу были древние собаки египетского происхождения, завезённые на Пиренейский полуостров в античные времена финикийцами и римлянами; они были сходного типа, близкого к современным поденко ибиценко, но отличались по размеру. Позднее к ним была примешана кровь собак, сопровождавших мавританцев во время вторжений в VIII веке. Среди археологических находок были обнаружены медальоны, монеты и мозаики с изображением поденгу.

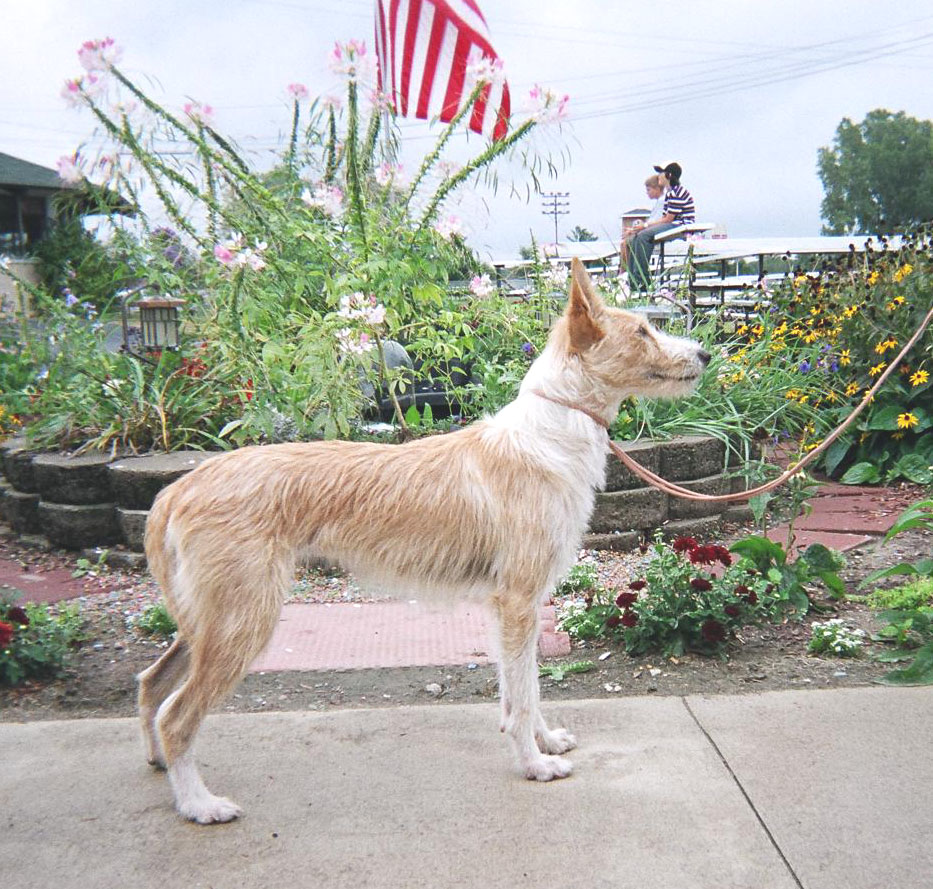
Большой жесткошёрстный поденгу

С тех пор порода не претерпела практически никаких изменений; в разведение отбирали собак, наилучшим образом проявлявших себя в охоте и максимально адаптированных к климату и особенностям местности. Собак такого типа можно встретить в Испании, Португалии, на Мальте, Сицилии, Балеарских, Канарских, Азорских островах и Мадейре, при этом на своей родине в Египте и других частях Ближнего Востока они не сохранились.
Большой поденгу считался собакой высших сословий и с успехом использовался в охоте на кабана, требовавшей от неё огромной силы и отваги. Однако часто меняющиеся правила охоты в Португалии в 1970-е годы негативно сказались на популярности большого поденгу. Результатом подобной политики в Испании стало полное исчезновение андалузского поденко. Средний и малый поденгу — напротив, собаки простолюдинов и специалисты по добыче кроликов, что требовало от них хитрости, смекалки и ловкости. С XV века малые поденгу помогали португальским мореплавателям бороться с крысами на каравеллах.
В 1902 году порода была представлена на первой проводимой в Португалии выставке. В 1954 году португальский поденгу признан Международной кинологической федерацией и отнесён к группе шпицев и пород примитивного типа, к подгруппе примитивных пород для охотничьего применения. В 1978 году в португальский стандарт был включён жесткошёрстный поденгу. В период с 1984 по 2001 год Португальским клубом собаководства было зарегистрировано 4834 представителя этой породы. В Португалии наиболее популярен средний поденгу, за её пределами — малый.

## Внешний вид
Гармоничная, крепко сложенная и мускулистая собака, с клинообразной головой, по форме напоминающей четырёхгранную пирамиду с широким основанием; со стоячими остроконечными ушами и серповидным хвостом. Большой и средний поденгу — почти квадратного формата, с соотношениями длины корпуса к высоте в холке 10/11 и глубины груди к высоте в холке 1/2. Малый поденгу — более удлинённого формата, с соотношениями 6/5 и 1/2 соответственно.

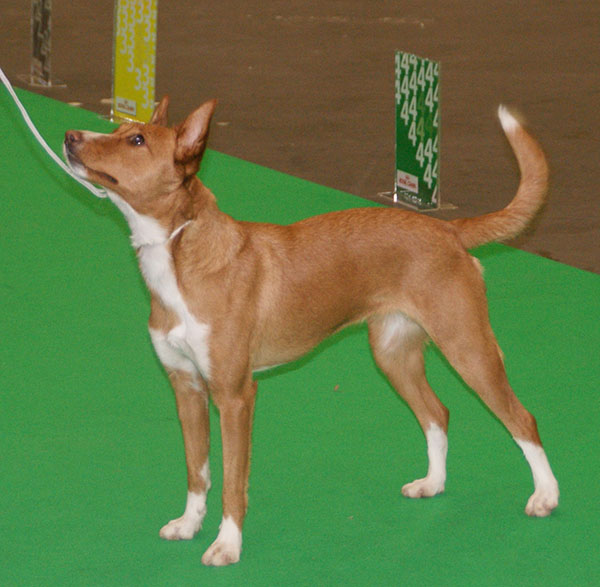
Средний короткошёрстный поденгу

Череп плоский, при осмотре сбоку почти прямой, надбровные дуги выражены, лобная бороздка едва заметная, лоб между ушами плоский, затылочный бугор хорошо заметен, переход ото лба к морде выражен. Мочка носа коническая и косо усечённая, несколько темнее основного окраса. Морда заострённая, короче черепной части, спинка носа прямая. Челюсти нормально развиты, с крепкими белыми зубами, прикус ножницеобразный. Скулы при осмотре спереди умеренно выступают. Глаза с очень живым выражением, не выпуклые, маленькие и косо посаженные, медового или каштанового цвета. Уши треугольной формы, остроконечные, широкие у основания, стоячие, очень подвижные, у настороженной собаки стоят вертикально или слегка наклонены вперёд.
Шея длинная, пропорциональная, сильная, без подвеса, гармонично переходит от головы к корпусу. Линия верха прямая и горизонтальная, относительно неё холка слегка заметная. Спина прямая и длинная. Поясница прямая, широкая, мускулистая. Круп широкий, с хорошо развитой мускулатурой, немного округлый. Грудь широкая и глубокая, опущена до локтей, живот немного подобран. Хвост серповидный, средней длины, сильный, толстый у основания и утончающийся к концу.

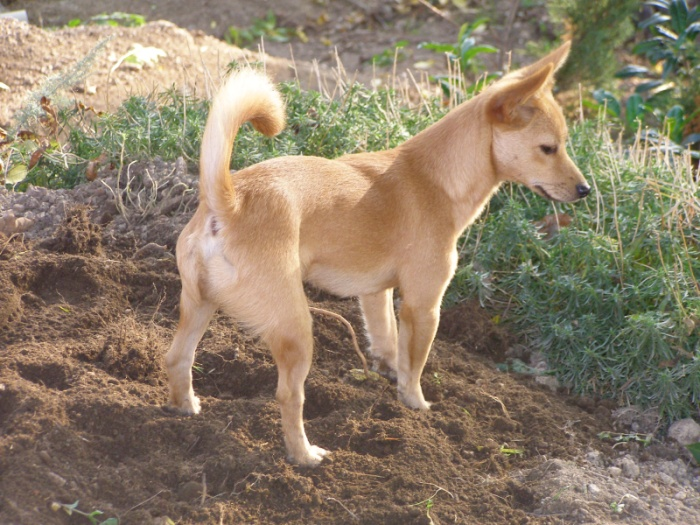
Малый короткошёрстный поденгу

Конечности крепкие, с хорошо развитой мускулатурой, без прибылых пальцев; углы плече-лопаточных сочленений равны приблизительно 110°, углы между бедренными костями и голенями составляют примерно 135°. Лапы округлые, с длинными сильными сводистыми собранными пальцами, подушечки плотные и устойчивые.
Есть две разновидности шёрстного покрова поденгу — короткошёрстная и жесткошёрстная, у обеих шерсть по текстуре средней толщины, без подшёрстка. Жёсткая, менее густая шерсть эффективнее защищает от жары и от повреждений грубыми кустарниками, а гладкая быстро сохнущая шерсть даёт возможность собаке комфортнее чувствовать себя во влажных северных районах. Жесткошёрстная разновидность также отличается наличием бороды на морде. Окрас жёлтый и палевый, с белыми отметинами или без них, либо белый с пятнами. У малых поденгу также допустимы чёрный и коричневый окрас с теми же сочетаниями.
Высота в холке малых поденгу — 20—30 см, средних — 40—54 см, больших — 55—70 см. Вес малых — 4—6 кг, средних — 16—20 кг, больших — 20—30 кг. Подлинный тип этой собаки воплощает в себе средний поденгу, имеющий наибольшую генетическую стабильность и в крови которого нет примесей других пород. При достаточном объёме крупный средний поденгу может считаться большим.

## Темперамент
Очень подвижная, умная, активная, неприхотливая, выносливая собака с крепкой психикой.
Малый поденгу выделяется своей ловкостью и послушанием, хорошо ладит с детьми, собратьями и другими домашними животными, но из-за врождённого охотничьего инстинкта воспринимает кошек и мелких зверей как добычу. К незнакомцам может проявлять природную настороженность, что делает его хорошим сторожем. Поденгу — великолепные прыгуны. Благодаря энергии, выносливости и скоростным качествам малый поденгу с успехом используется в таких видах спортивной дрессировки, как обидиенс, дог-фрисби, ралли, аджилити, трекинг, курсинг.

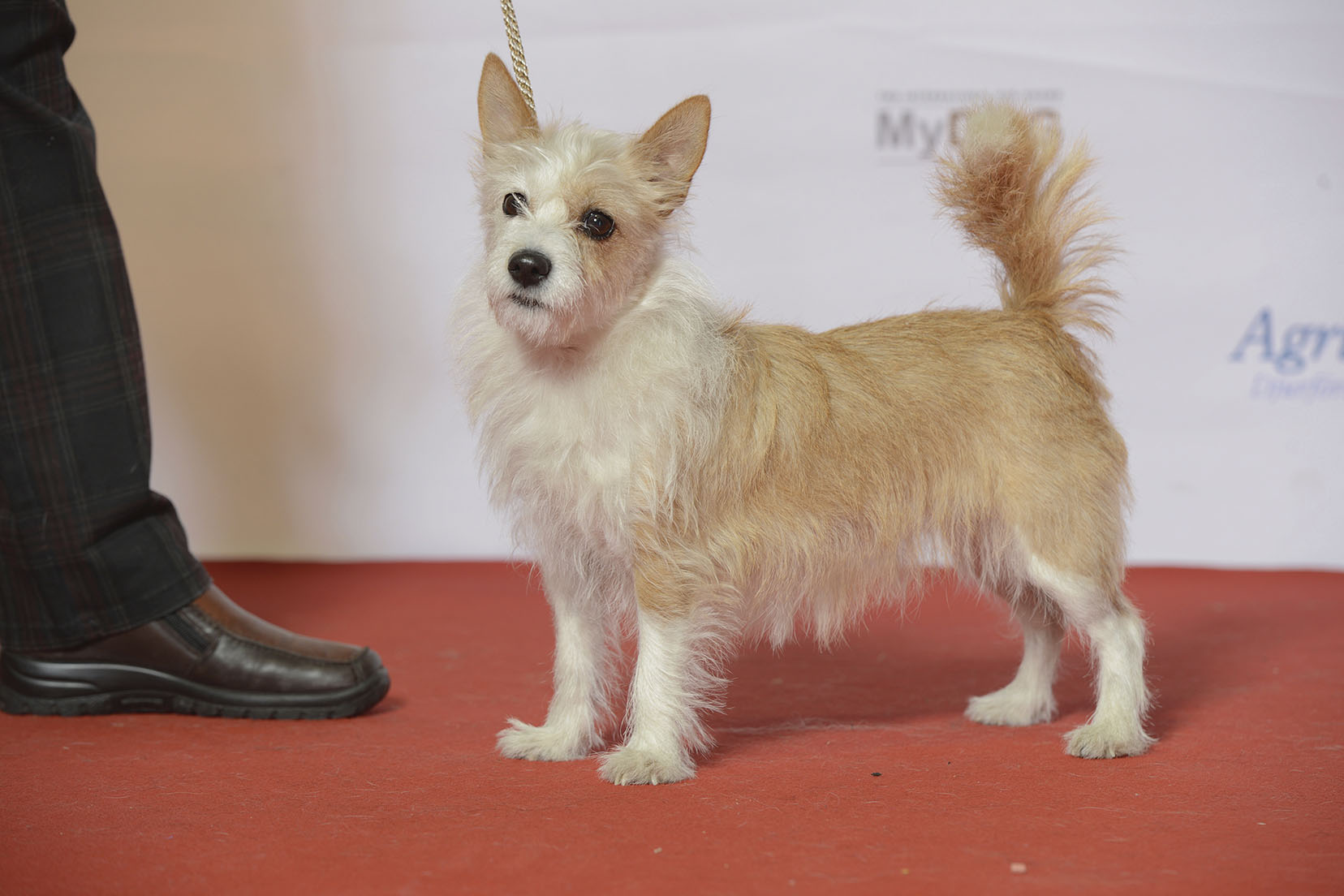
Малый жесткошёрстный поденгу

Средний и большой поденгу имеют сходные черты поведения, это активные собаки с сильным пищевым откликом, поэтому легко дрессируются; средний, в отличие от более спокойного большого поденгу, больше лает. Все три вида португальского поденгу нуждаются в ранней социализации.
Большой поденгу применяется для охоты на крупную дичь, средний для охоты на кролика (стайной или в одиночку), малый способен добывать кроликов в норах и скалах. Первые два выслеживают добычу чутьём или, подобно борзым, зрением, затем гонят её по следу, облаивая как гончие, а пойманного зверя апортируют. Для лучшего обзора малому поденгу иногда необходимо встать на задние лапы; выследив жертву, он проникает в нору и вытаскивает её оттуда, подавая в руки охотнику, при этом размер добычи порой сопоставим с размером собаки; полученные порезы и царапины не являются недостатком на выставках, а говорят лишь о правильном использовании собаки в лучших традициях, что способствует укреплению породы. И те и другие также используются в качестве сторожевых собак и собак-компаньонов.

## Здоровье
Португальский поденгу является одной из самых крепких и здоровых пород, разведение которой базируется на её рабочих качествах, устойчивой психике и отсутствии каких-либо проблем. Среди заболеваний возможны проблемы с кожей, гипотиреоз, дисплазия тазобедренного сустава, вывих коленной чашечки, болезнь Пертеса, потеря слуха. Средняя продолжительность жизни составляет более 12 лет, для большого поденгу — от 12 до 14 лет, для среднего и малого поденгу — от 15 до 17 лет.

## Содержание и уход
Поденгу необходимы продолжительные прогулки с достаточными физическими нагрузками и постоянные тренировки. Спокойное поведение этой собаки дома хлопот не доставляет. Уход за шерстью сводится к ежедневной чистке щёткой и мытью в случае её сильного загрязнения.

## Комментарии
1. ↑  Американским клубом собаководства отдельно классифицируются малый португальский поденгу (группа «Hound») и средний с большим поденгу (группа «Miscellaneous»)[1][2].
2. ↑  Примитивными называют собак, сформировавшихся в результате естественного отбора в условиях свободной жизни и сильно отличающихся от собак, выведенных человеком.